# Festival Internacional de Cine de Cannes de 2001
El 53° Festival Internacional de Cine de Cannes de 2001 se desarrolló entre el 14 y el 25 de mayo de 2001. La Palma de Oro fue para la película italiana La habitación del hijo de Nanni Moretti.
El festival se abrió con 'R Xmas, dirigida por Abel Ferrara y se cerró con Le parole di mio padre, dirigida por Francesca Comencini.

## Jurado

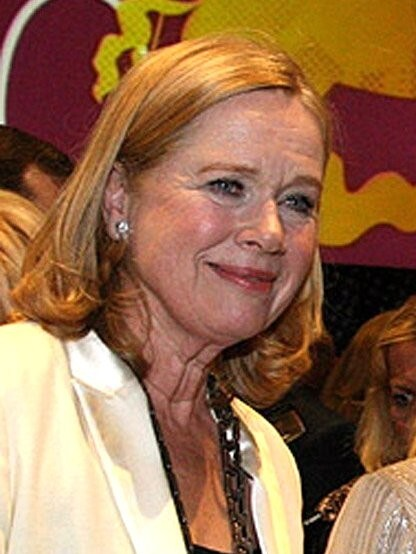
Liv Ullmann, Presidenta del jurado

Las siguientes personas fueron nombradas para formar parte del jurado de la competición principal en la edición de 2001:
- Liv Ullmann, cineasta Noruega. Presidenta del jurado.
- Mimmo Calopresti de Italia.
- Charlotte Gainsbourg de Reino Unido.
- Terry Gilliam de Estados Unidos.
- Mathieu Kassovitz de Francia.
- Sandrine Kiberlain de Francia.
- Philippe Labro de Francia.
- Julia Ormond de Reino Unido.
- Moufida Tlati de Túnez.
- Edward Yang de Taiwán.

### Un Certain Regard
Las siguientes personas fueron nombradas para formar parte del jurado de Un Certain Regard:
- Ariane Ascaride (actriz) Presidente
- Florence Malraux
- François-Guillaume Lorrain (crítico)
- Thomas Sotinel (crítico)
- Virginie Apiou (crítico)

### Camera d'Or
Las siguientes personas fueron nombradas para formar parte del jurado de la Cámara de Oro de 2001:
- Maria de Medeiros (actriz, director) President
- Claire Simon (director)
- Dominique Le Rigoleur (cinematógrafo)
- Franck Garbaz (crítico)
- Loïc Barbier (cinéfilo)
- Sophie Denize (representativo de insdustrias técnicas)
- Stephano Della Casa (crítico)

## Selección oficial

### En competición – películas
Las siguientes películas compitieron por la Palma d'Or:
- Agua tibia bajo un puente rojo de Shōhei Imamura.
- Distance de Hirokazu Koreeda.
- Elogio del amor de Jean-Luc Godard.
- The Profession of Arms de Ermanno Olmi.
- Je rentre à la maison de Manoel de Oliveira.
- La chambre des officiers de François Dupeyron.
- La Pianiste de Michael Haneke.
- Replay de Catherine Corsini.
- La habitación del hijo de Nanni Moretti.
- Moulin Rouge! de Baz Luhrmann.
- Mulholland Drive de David Lynch.
- Ni na bian ji dian de Tsai Ming-liang.
- En tierra de nadie de Danis Tanović.
- Pau i el seu germà de Marc Recha.
- Millennium Mambo de Hou Hsiao-Hsien.
- Roberto Succo de Cédric Kahn.
- Safar-e Ghandehar de Mohsen Makhmalbaf.
- Shrek de Andrew Adamson.
- Telets de Alexander Sokurov.
- El hombre que nunca estuvo allí de Joel Coen.
- The Pledge de Sean Penn.
- Tsuki no sabaku de Shinji Aoyama.
- Va savoir de Jacques Rivette .

## Un certain regard
Las siguientes películas fueron seleccionadas para competir en Un Certain Regard:
- Amour d'enfance de Yves Caumon.
- Aruku, hito de Kobayashi Masahiro.
- Atanarjuat: The Fast Runner de Zacharias Kunuk.
- Carrément à l'Ouest de Jacques Doillon.
- Clément de Emmanuelle Bercot.
- Domani de Francesca Archibugi.
- Fah talai jone de Wisit Sasanatieng.
- Ganhar a Vida de João Canijo.
- H Story de Nobuhiro Suwa.
- Hatouna Mehuheret de Dover Kosashvili.
- Hijack Stories de Oliver Schmitz.
- Jol de Darezhan Omirbaev.
- Kairo de Kiyoshi Kurosawa.
- La libertad de Lisandro Alonso.
- Lan Yu de Stanley Kwan.
- Le parole di mio padre de Francesca Comencini.
- Lovely Rita de Jessica Hausner.
- Maimil de Aktan Abdykalykov.
- No Such Thing de Hal Hartley.
- Pattiyude Divasam de Murali Nair.
- 'R Xmas de Abel Ferrara.
- Storytelling de Todd Solondz.
- The Anniversary Party de Jennifer Jason Leigh, Alan Cumming.
- Ty da ia da my s tobo de Alexandre Veledinsky.

## Películas fuera de competición
Las siguientes películas fueron seleccionadas para exhibirse fuera de competición:
- ABC Africa de Abbas Kiarostami.
- Apocalypse Now Redux de Francis Ford Coppola.
- Avalon de Mamoru Oshii.
- CQ de Roman Coppola.
- Human Nature de Michel Gondry.
- My Voyage to Italy de Martin Scorsese.
- Les âmes fortes de Raúl Ruiz.
- Sobibór, 14 octobre 1943, 16 heures de Claude Lanzmann.
- The Center of the World de Wayne Wang.
- Trouble Every Day de Claire Denis.

## Cinéfondation
Las siguientes películas fueron seleccionadas para exhibirse en la competición Cinéfondation:
- Antiromantika de Nariman Turebayev
- Bucarest - Vienne 8: 15 de Cătălin Mitulescu
- Crow Stone de Alicia Duffy
- Dai Bi de Chao Yang
- Fuldmane Vanvid de Anders Worm
- I Can Fly To You But You... de Young-Nam Kim
- J'espère, J'attends de Ewa Banaszkiewicz
- L'age Tendre de Eric Forestier
- La Cire, Ça Fait Mal de Maya Dreifuss
- Le Jour Où Toshi Est Né de Hikaru Yoshikawa
- Les Yeux Devorants de Syllas Tzoumerkas
- Martin Quatre Ans de Ben Hackworth
- Monsieur William, Les Traces D'une Vie Possible de Denis Gaubert
- Portrait de Sergei Luchishin
- Premiere Experience De Mort de Aida Begić
- Reparation de Jens Jonsson
- Svetlo de David Sukup
- Telecommande de Ethan Tobman
- Un Veau Pleurait, La Nuit de John Shank
- Zero Deficit de Ruth Mader

### Cortometrajes en competición
Los siguientes cortos compitieron para Palma de Oro al mejor cortometraje:
- Bean Cake de David Greenspan
- Chicken de Barry Dignam
- Bird in the Wire de Phillip Donnellon
- La Famille Sacree de Dong-Il Shin
- Daddy's Girl (2001 film) de Irvine Allan
- The Reel Truth de Tim Hamilton
- Just Little Birds (Les petits oiseaux) de Fred Louf
- Natural Glasses (Naturlige Briller) de Jens Lien
- Music for One Apartment and Six Drummers de Johannes Stjärne Nilsson and Ola Simonsson
- Paulette de Louise-Marie Colon
- Pizza Passionata de Kari Juusonen

## Secciones paralelas

### Semana Internacional de la Crítica
Las siguientes películas fueron seleccionadas para ser proyectadas para la 40.ª Semana de la Crítica (40e Semaine de la Critique):
Películas en competición
- Under the Moonlight (Zir-e Noor-e Maah) de Seyyed Reza Mir-Karimi (Irán)
- Unloved by Kunitoshi Manda (Japón)
- Bolivia de Adrián Caetano (Argentina)
- The Woman Who Drinks (La Femme qui boit) de Bernard Émond (Canadá)
- The Pornographer (Le Pornographe) de Bertrand Bonello (Francia, Canadá)
- Almost Blue de Alex Infascelli (Italia)
- Ephemeral Town (Efimeri poli) de Giorgos Zafiris (Grecia)

Cortometrajes en competición
- Le Dos au mur de Bruno Collet (Francia)
- Eat by Bill Plympton (EE. UU.)
- Forklift Driver Klaus – The First Day on the Job (Staplerfahrer Klaus - Der erste Arbeitstag) de Jörg Wagner and Stefan Prehn (Germany)
- Field by Duane Hopkins (Gran Bretaña)
- L'Enfant de la haute mer de L. Gabrielli, P. Marteel, M. Renoux and M. Tourret (Francia)
- Stranger and Native (Biganeh va boumi) de Ali Mohammad Ghasem (Irán)
- Noche de Bodas de Carlos Cuarón (México)

### Quincena de Realizadores
Las siguientes películas fueron exhibidas en la Quincena de Realizadores de 2001 (Quinzaine des Réalizateurs):
- Big Bad Love de Arliss Howard
- Bintou de Fanta Régina Nacro (31 min.)
- Boli shaonu de Lai Miu-suet
- That Old Dream That Moves (Ce vieux rêve qui bouge) de Alain Guiraudie (50 min.)
- Ceci est mon corps de Rodolphe Marconi
- Central de Dominique Gonzalez-Foerster (10 min.)
- Chelsea Walls de Ethan Hawke
- Cyber Palestine de Elia Suleiman (16 min.)
- Ecce homo de Mirjam Kubescha (50 min.)
- Fatma de Khaled Ghorbal
- Hautes Herbes de Mathieu Gérault (26 min.)
- HK de Xavier de Choudens (14 min.)
- Hush! de Ryosuke Hashiguchi
- I nostri anni de Daniele Gaglianone
- Je t'aime John Wayne de Toby MacDonald (10 min.)
- Jeunesse dorée de Zaïda Ghorab-Volta
- The Orphan of Anyang (Ānyáng de gūér) de Wang Chao
- La Trace de Moloktchon de Louis Jammes
- The Crossing (La Traversée) de Sébastien Lifshitz
- Le Système Zsygmondy de Luc Moullet (18 min.)
- Les Pleureuses de Jorane Castro (15 min.)
- Made in the USA de Cindy Babski and Sólveig Anspach
- Stuff and Dough (Marfa si Banii) de Cristi Puiu
- Martha... Martha de Sandrine Veysset
- A Place on Earth de Artur Aristakisyan
- Ming dai ahui zhu de Hsiao Ya-chuan
- On s'embrasse? de Pierre Olivier (6 min.)
- Operai, contadini de Danièle Huillet and Jean-Marie Straub
- Pauline et Paulette de Lieven Debrauwer
- Queenie in Love de Amos Kollek
- Rain de Christine Jeffs
- Riyo by Dominique Gonzalez-Foerster (10 min.)
- Shon by Julien Sallé (15 min.)
- Slogans de Gjergj Xhuvani
- The Deep End de David Siegel y Scott McGehee
- The Heart of the World de Guy Maddin (5 min.)

Cortometrajes
- A corps perdu de Isabelle Broué (Francia)
- C’est bien la société de Valérie Pavia (Francia)
- C'est pas si compliqué de Xavier De Choudens (Francia)
- Derailed - extract from Phœnix Tape de Christoph Girardet, Matthias Müller (Germany)
- Des larmes de sang de Valérie Mréjen (Francia)
- Elisabeth de Valérie Mréjen (Francia)
- Ferment de Tim Macmillan (Gran Bretaña)
- Flying Boys de Didier Seynave (Belgium)
- Furniture Poetry (and Other Rhymes for the Camera) by Paul Bush (Gran Bretaña)
- Ghost de Steve Hawley (Great Britain)
- Grüezi Wohl Fraü Stirnimaa… o Malou möter Ingmar Bergman och Erland Josephson de Sonja Wyss (Suiza-Países Bajos)
- Head Stand de Lisa Robinson (EE.UU.)
- In Absentia de The Brothers Quay (Gran Bretaña)
- Jocelyne de Valérie Mréjen (Francia)
- La Brèche de Roland de Arnaud & Jean-Marie Larrieu
- La Poire de Valérie Mréjen (Francia)
- La Pomme, la Figue et l’Amande de Joël Brisse
- La Vie heureuse de Valérie Pavia (Francia)
- Le mur de Faouzi Bensaïdi (Francia)
- Les Oiseaux en cage ne peuvent pas voler de Luis Briceño (Francia)
- Look at Me de Peter Stel (Países Bajos)
- Love is All de Oliver Harrison (Gran Bretaña)
- L'Epouvantail o Pugalo de Alexander Kott (Rusia)
- Collision Course by Roberval Duarte (Brasil)
- Rue Francis de François Vogel (Francia)
- Salam de Souad El-Bouhati (Francia)
- Still Life de Pekka Sassi (Finlandia)
- The Morphology of Desire de Robert Arnold (EE.UU.)

## Palmarés

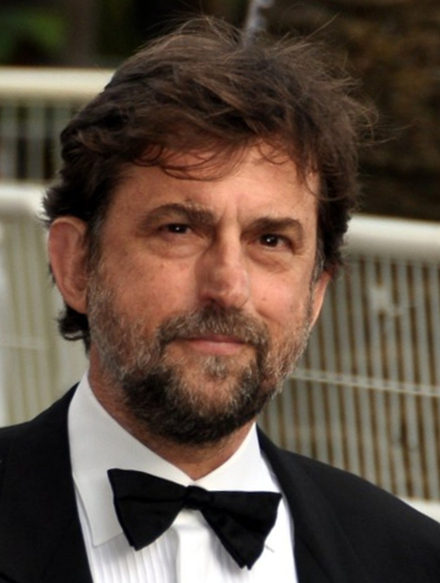
Nanni Moretti, ganador de la Palma de Oro

Los galardonados en les secciones oficiales de 2001 fueron:
- Palma de Oro: La habitación del hijo de Nanni Moretti
- Gran Premio del Jurado: La Pianiste de Michael Haneke
- Mejor Actor: Benoît Magimel por La Pianiste
- Mejor Actriz: Isabelle Huppert por La Pianiste
- Mejor Director: 
  - David Lynch por Mulholland Dr.
  - Joel Coen por The Man Who Wasn't There
- Mejor Guion: En tierra de nadie de Danis Tanović
- Un Certain Regard Award: Amour d'enfance de Yves Caumon

Cinéfondation
- Primer Premioː Portrait de Sergei Luchishin
- Segundo Premioː Reparation de Jens Jonsson
- Tercer Premio: Dai Bi by Chao Yang & Crow Stone de Alicia Duffy
- Caméra d'Or: Atanarjuat de Zacharias Kunuk
- Palma de Oro al mejor cortometraje: Bean Cake de David Greenspan
- Mención de juradoː Daddy's Girl de Irvine Allan & Pizza Passionata de Kari Juusonen

### Premios independientes
- Premio FIPRESCI:[14][2]
  - Martha... Martha de Sandrine Veysset (Quincena de Realizadores)
  - La habitación del hijo de Nanni Moretti (Competición)
  - Le Pornographe de Bertrand Bonello (Semana Internacional de la crítica)
  - Kôrei de Kiyoshi Kurosawa (Un Certain Regard)

Commission Supérieure Technique
- Gran premio técnico: Kandahar de Mohsen Makhmalbaf

Jurado Ecuménico
- Premio del jurado ecuménico - Mención especial: Pauline and Paulette de Lieven Debrauwer
- Premio de la Juventud:[16]
  - Película extranjera: Slogans de Gjergj Xhuvani
  - Película francesa: Clément de Emmanuelle Bercot

Premios en el marco de la Semana Internacional de la Crítica
- Grand Prix Primagaz: Zir-e noor-e maah de Seyyed Reza Mir-Karimi
- Premio Canal+: Eat de Bill Plympton
- Future talent Award : Unloved, de Kunitoshi Manda (Japón)
- Prix Grand Rail d'Or : Unloved, de Kunitoshi Manda (Japón)
- Prix Petit Rail d'Or : "Le dos au mur, de Bruno Collet (France) - court metrage
- Premio Kodak Short Film Award: Bintou de Fanta Régina Nacro
- Kodak Short Film Award - Mención especial Le système Zsygmondy de Luc Moullet

Premios de la Quincena de Realizadores
- Premio de la Crítica joven - Mejor corto: Le dos au mur de Bruno Collet
- Premio de la Crítica joven - Mejor debut: Bolivia de Adrián Caetano
- Gras Savoye Award: HK de Xavier De Choudens
- Premio France Culture:
  - Cineasta extranjero del año: Guizi lai le de Jiang Wen
  - cineasta francés del año: À ma sœur! de Catherine Breillat

Association Prix François Chalais
- François Chalais Award: Made in the USA de Sólveig Anspach[18]

## Media
- INA: The steps for the opening of the 2001 Festival (commentary in French)
- INA: List of winners of the 2001 Festival (commentary in French)